# 簡福疆
簡福疆（Jason Chien，1972年5月19日—），台湾籍新闻主播，曾在传讯电视（现中天电视）新闻频道担任主播，后加入凤凰卫视，主持《凤凰午间特快》、《媒体大拼盘》（已停播）、直播911事件、十六大闭幕式及上海申博等。由于他主持财经类节目出名，又有“凤凰股神”的外号。

## 主持节目
- 《凤凰午间特快》
- 《凤凰正点播报》
- 《凤凰焦点新闻》
- 《时事直通车》
- 《凤凰财经日报》
- 《媒体大拼盘》（已停播）
- 《新财富报告》（已停播）
- 《特攻008》（已停播）
- 《香港故事》（已停播）
- 《股市風向標》（已停播）

## 趣闻
2014年1月11日，在《笑逐言开》节目里，凤凰卫视财经评论员胡野碧在与尉迟琳嘉讨论财经话题时，尉迟琳嘉说“他（簡福疆）买什么什么就跌，现在发展到买什么什么被摘牌。”随后胡野碧说：“他的姓不对，姓‘减’，他要姓‘加’，叫‘加福疆’。”